# Volley 2002 Forlì 2011-2012
Questa voce raccoglie le informazioni riguardanti il Volley 2002 Forlì Bologna nelle competizioni ufficiali della stagione 2011-2012.

## Organigramma societario
Area direttiva
- Presidente: Giuseppe Camorani

Area tecnica
- Allenatore: Mauro Fresa (fino al 7 dicembre 2011), Alessandro Medri (dall'8 dicembre 2011)
- Allenatore in seconda: Carlo Festa (fino al 16 dicembre 2011), Fabio Palazzi (dal 17 dicembre 2011)
- Scout man: Mirko Catania (fino al 19 dicembre 2011)

Area sanitaria
- Medico: Morena Contri
- Preparatore atletico: Andrea Monti
- Fisioterapista: Silvia Quercioli (fino al 6 dicembre 2011), Josè Henrique Poletti (dal 6 dicembre 2011)

## Rosa
| N° | Nome                | Ruolo | Data di nascita  | Nazionalità sportiva |
| -- | ------------------- | ----- | ---------------- | -------------------- |
| 1  | Sara Coriani        | L     | 18 agosto 1995   | Italia               |
| 2  | Valentina Salvia    | C     | 27 febbraio 1990 | Italia               |
| 4  | Tania Poli          | S     | 15 ottobre 1978  | Italia               |
| 7  | Jessica Moretti     | L     | 21 giugno 1986   | Italia               |
| 8  | Diana Sanchez       | S     | 7 marzo 1977     | Spagna               |
| 9  | Marcela Ritschelová | C     | 9 ottobre 1972   | Rep. Ceca            |
| 10 | Elisa Muri          | P     | 10 giugno 1984   | Italia               |
| 11 | Nassira Camara      | S     | 28 giugno 1983   | Francia              |
| 12 | Lisa Cheli          | C     | 11 maggio 1992   | Italia               |
| 13 | Simona Ferranti     | C     | 7 dicembre 1980  | Italia               |
| 16 | Daiana Mureșan      | S     | 6 luglio 1990    | Romania              |
| 17 | Valentina Baldini   | P     | 18 maggio 1992   | Italia               |

## Risultati

### Serie A2

#### Girone di andata
| 1ª giornata - 9 ottobre 2011 PalaRomiti, Forlì                | Forlì               | 0 - 3 | Crema          | 20-25, 14-25, 18-25               |
| 2ª giornata - 16 ottobre 2011 PalaSassi, Matera               | Time Matera         | 3 - 0 | Forlì          | 25-0, 25-0, 25-0                  |
| 3ª giornata - 23 ottobre 2011 PalaRomiti, Forlì               | Forlì               | 3 - 2 | San Vito       | 25-19, 23-25, 25-18, 16-25, 15-13 |
| 4ª giornata - 30 ottobre 2011 PalaBusnago, Busnago            | Busnago             | 2 - 3 | Forlì          | 20-25, 25-13, 25-20, 20-25, 14-16 |
| 5ª giornata - 6 novembre 2011 PalaRomiti, Forlì               | Forlì               | 0 - 3 | Cuatto Giaveno | 17-25, 23-25, 7-25                |
| 6ª giornata - 13 novembre 2011 PalaPozzillo, Sala Consilina   | Antares             | 2 - 3 | Forlì          | 25-20, 18-25, 25-14, 19-25, 12-15 |
| 7ª giornata - 20 novembre 2011 PalaRomiti, Forlì              | Forlì               | 0 - 3 | IHF            | 22-25, 17-25, 24-26               |
| 8ª giornata - 27 novembre 2011 PalaSchiavo, Battipaglia       | Pontecagnano Faiano | 3 - 0 | Forlì          | 25-19, 25-17, 25-19               |
| 9ª giornata - 4 dicembre 2011 PalaRomiti, Forlì               | Forlì               | 0 - 3 | Santa Croce    | 18-25, 18-25, 20-25               |
| 10ª giornata - 8 dicembre 2011 PalaSerenelli, Loreto          | Loreto              | 3 - 2 | Forlì          | 25-17, 22-25, 25-19, 22-25, 15-10 |
| 11ª giornata - 11 dicembre 2011 PalaGeorge, Montichiari       | Verona              | 2 - 3 | Forlì          | 25-23, 18-25, 25-23, 24-26, 7-15  |
| 12ª giornata - 18 dicembre 2011 PalaRomiti, Forlì             | Forlì               | 2 - 3 | Soverato       | 25-22, 17-25, 18-25, 25-22, 12-15 |
| 13ª giornata - 26 dicembre 2011 PalaBaslenga, Casalmaggiore   | Casalmaggiore       | 3 - 0 | Forlì          | 25-20, 25-19, 25-23               |
| 14ª giornata - 8 gennaio 2012 PalaRomiti, Forlì               | Forlì               | 1 - 3 | Terre Verdiane | 20-25, 21-25, 25-20, 16-25        |
| 15ª giornata - 15 gennaio 2012 PalaRota, Mercato San Severino | Rota                | 3 - 0 | Forlì          | 25-18, 25-23, 25-22               |

#### Girone di ritorno
| 16ª giornata - 22 gennaio 2012 PalaBertoni, Crema                  | Crema          | 3 - 0 | Forlì               | 25-15, 25-14, 25-23               |
| 17ª giornata - 29 gennaio 2012 PalaRomiti, Forlì                   | Forlì          | 3 - 2 | Time Matera         | 22-25, 25-18, 25-18, 27-29, 15-10 |
| 18ª giornata - 3 marzo 2012 PalaMacchitella, San Vito dei Normanni | San Vito       | 1 - 3 | Forlì               | 25-17, 25-27, 26-28, 21-25        |
| 19ª giornata - 7 marzo 2012 PalaRomiti, Forlì                      | Forlì          | 0 - 3 | Busnago             | 17-25, 23-25, 23-25               |
| 20ª giornata - 19 febbraio 2012 Palazzetto dello Sport, Giaveno    | Cuatto Giaveno | 3 - 0 | Forlì               | 25-17, 25-19, 25-13               |
| 21ª giornata - 26 febbraio 2012 PalaRomiti, Forlì                  | Forlì          | 1 - 3 | Antares             | 27-25, 22-25, 16-25, 17-25        |
| 22ª giornata - 11 marzo 2012 Palazzetto dello sport, Frosinone     | IHF            | 3 - 0 | Forlì               | 25-14, 26-24, 25-14               |
| 23ª giornata - 18 marzo 2012 PalaRomiti, Forlì                     | Forlì          | 3 - 0 | Pontecagnano Faiano | 25-21, 26-24, 25-19               |
| 24ª giornata - 25 marzo 2012 PalaParenti, Santa Croce sull'Arno    | Santa Croce    | 3 - 0 | Forlì               | 25-22, 25-15, 28-26               |
| 25ª giornata - 1º aprile 2012 PalaRomiti, Forlì                    | Forlì          | 0 - 3 | Loreto              | 21-25, 20-25, 21-25               |
| 26ª giornata - 7 aprile 2012 PalaRomiti, Forlì                     | Forlì          | 2 - 3 | Verona              | 25-12, 15-25, 17-25, 25-19, 11-15 |
| 27ª giornata - 15 aprile 2012 PalaScoppa, Soverato                 | Soverato       | 3 - 0 | Forlì               | 25-23, 26-24, 25-21               |
| 28ª giornata - 22 aprile 2012 PalaRomiti, Forlì                    | Forlì          | 0 - 3 | Casalmaggiore       | 18-25, 18-25, 14-25               |
| 29ª giornata - 25 aprile 2012 PalaOlimpia, Fontanellato            | Terre Verdiane | 3 - 2 | Forlì               | 25-22, 19-25, 23-25, 25-22, 15-8  |
| 30ª giornata - 29 aprile 2012 PalaRomiti, Forlì                    | Forlì          | 3 - 1 | Rota                | 25-27, 25-15, 25-16, 25-16        |